# Peña Trevinca
Peña Trevinca, également connu sous le nom Trevinca, est un sommet du Nord de l'Espagne. Il est situé à la jonction entre les monts de León (en) et le Massif galicien, sur la frontière entre les communautés autonomes de Castille-et-León et de Galice. C'est la plus haute montagne de la Galice et de la province de Zamora.